# Habitatge a la rambla Just Oliveras, 23 (l'Hospitalet de Llobregat)
L'habitatge a la rambla Just Oliveras, 23 és un edifici protegit com a bé cultural d'interès local del municipi de l'Hospitalet de Llobregat (Barcelonès).

## Descripció
Aquest edifici fa conjunt amb els números 21 i 25 de la Rambla Just Oliveras. És un immoble entre mitgeres, de planta baixa i dos pisos. Totes les obertures presenten forma d'arc deprimit còncau. El més característic d'aquest edifici és la decoració, en especial la del ferro forjat de les baranes i balcons i de les reixes de les dues finestres amb ampit de la planta baixa. Les carteles que suporten els balcons i la cornisa són de pedra decorada amb relleus. Al terrat hi ha una barana de balustrada de pedra, dividida en tres cossos de diferents longituds i separats per quatre pilars culminats amb gerros.
El vestíbul té un arrambador de ceràmica amb decoració floral. L'escala és de marbre blanc i la barana de ferro forjat molt treballada té un fanal al seu inici. A l'escala hi ha un sòcol de color blau amb un esgrafiat a la part superior.